# 氰化镨
氰化镨是镨的氰化物，化学式为Pr(CN)3。

## 制备及性质
氰化镨可由金属镨和氰化铵或氰化汞在液氨中反应得到。在水溶液中的复分解反应则会因为水解而产生氢氧化镨。
2 Pr + 3 Hg(CN)2 → 2 Pr(CN)3 + 3 Hg
在液氨中，氰化镨为绿色固体，除去氨后，为黄棕色。